# Arcipelago di Valaam
L'arcipelago di Valaam (in russo Валаамский архипелаг?; in finlandese Valaam) è un arcipelago russo situate nella parte settentrionale del lago Ladoga. Amministrativamente fa parte del Sortaval'skij rajon della Repubblica di Carelia, nel Circondario federale nordoccidentale.
Nel 2000 è stato istituito un parco naturale nell'area dell'arcipelago (Природный парк «Валаамский архипелаг»). Sull'isola principale, Valaam, si trova l'omonimo monastero.

## Geografia
L'arcipelago è composto da oltre 50 isole in gran parte disabitate che distano dalla costa circa 22 km. La superficie complessiva delle isole è di 36 km², di cui i due terzi appartengono all'isola più grande. Il punto più alto dell'arcipelago, 58,2  m, è sulla piccola isola di Lembos, del gruppo delle Bajevye.

### Le isole
Le isole maggiori sono:
- Valaam (Валаам), l'isola maggiore;
- Skitskij (Скитский), la seconda per grandezza;
- isole Bajevye (Байевые острова), gruppo di isole a est di Valaam;
  - Bajonnoj (Байонной), la maggiore delle Bajevye;
- Svjatoj (Святой):
- isole Krestovye (Крестовые острова), un gruppo di isolotti nella parte più orientale.

Tra le isole minori: Divnyj (Дивный), Emel'janov (Емельянов), Golyj (Голый), Lembos (Лембос), Lukovyj (Луковый), Moskovskij (Московский), Nikol'skij (Никольский), Nikonovskij (Никоновский), Oboronnyj (Оборонный), Ovsjanyj (Овсяный), Predtečenskij (Предтеченский), Ržanoj (Ржаной), Savvatija (Савватия), Skalistyj (Скалистый), Zosimy (Зосимы). 

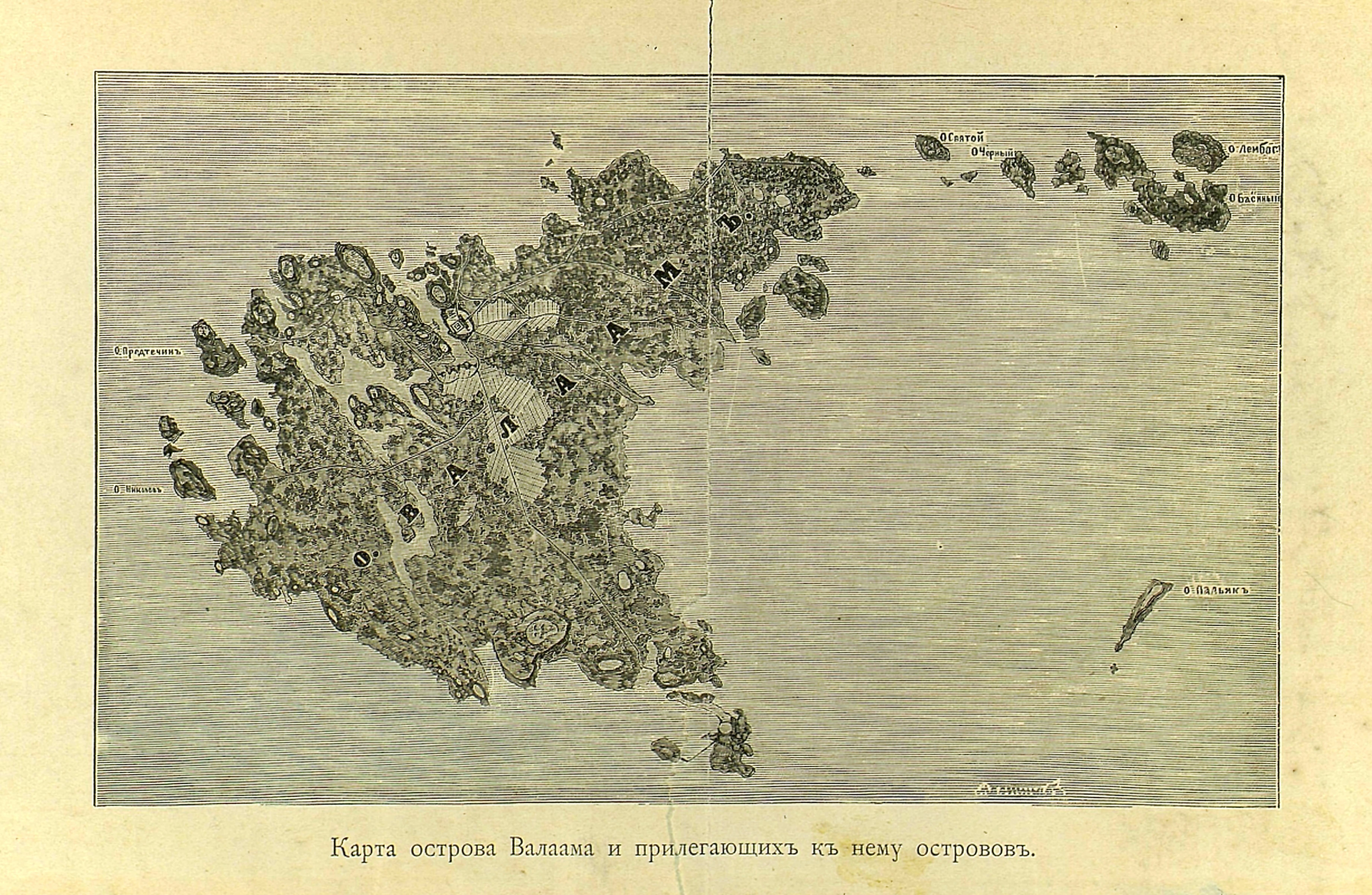
Carta dell'arcipelago di Valaam del 1889

## Storia
L'arcipelago di Valaam faceva parte del feudo di Vyborg del Regno di Svezia. Alla fine della Grande guerra del Nord nel 1721, secondo i termini del Trattato di Nystad, parte della Carelia con il feudo di Vyborg passarono alla Russia. Nel 1744 fu creato la provincia (gubernija) di Vyborg. Dal 1783 al 1797 divenne governatorato (наместничество) di Vyborg. Nel 1802, il governatorato di Vyborg fu trasformato in provincia finlandese. Nel 1811, la provincia finlandese divenne parte del Granducato di Finlandia (come parte della Russia) ed ebbe il suo antico nome di gubernija di Vyborg. Al crollo dell'Impero russo e con l'indipendenza del Granducato di Finlandia nel 1917, l'arcipelago di Valaam faceva parte della Finlandia. Dopo la guerra del 1939-1940, ai sensi del Trattato di Mosca, la maggior parte del governatorato di Vyborg fu trasferita all'URSS, compreso l'arcipelago. Durante gli anni della guerra sovietico-finlandese (1941-1944), l'arcipelago fu occupato da unità dell'esercito finlandese fino alla conclusione con l'armistizio di Mosca nel 1944.